# Handwerkerpassage

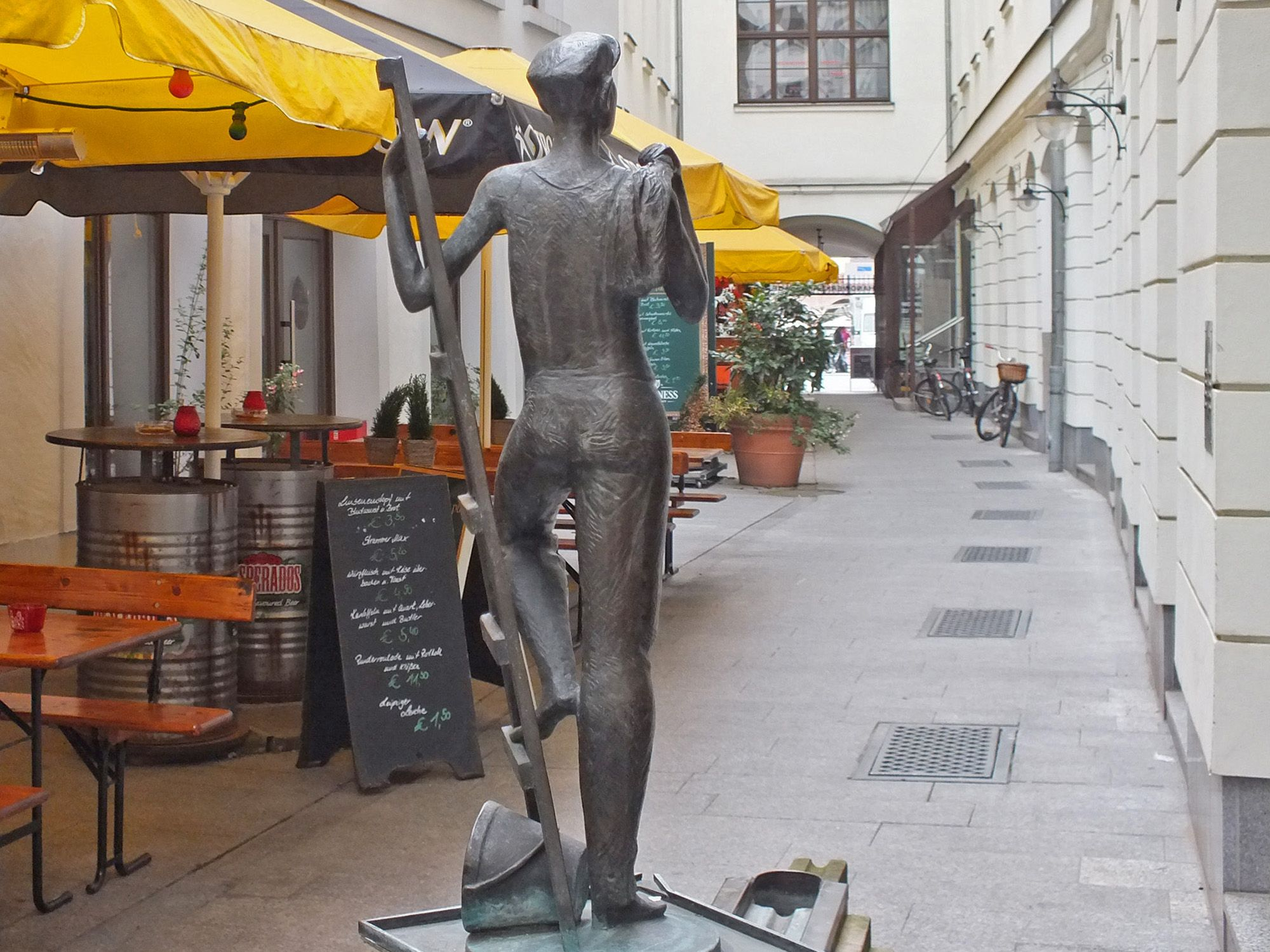
In der Handwerkerpassage, mit dem Fensterputzerbrunnen (2011)

Die Handwerkerpassage in Leipzig ist ein etwa 75 Meter langer und über die Hälfte der Länge offener Durchgang vom Markt zur Klostergasse. Seinen Namen trägt er erst seit der Restaurierung und Reaktivierung 1987–1989. Er beinhaltet Einzelhandel, Dienstleistungseinrichtungen und Gastronomie.

## Geschichte

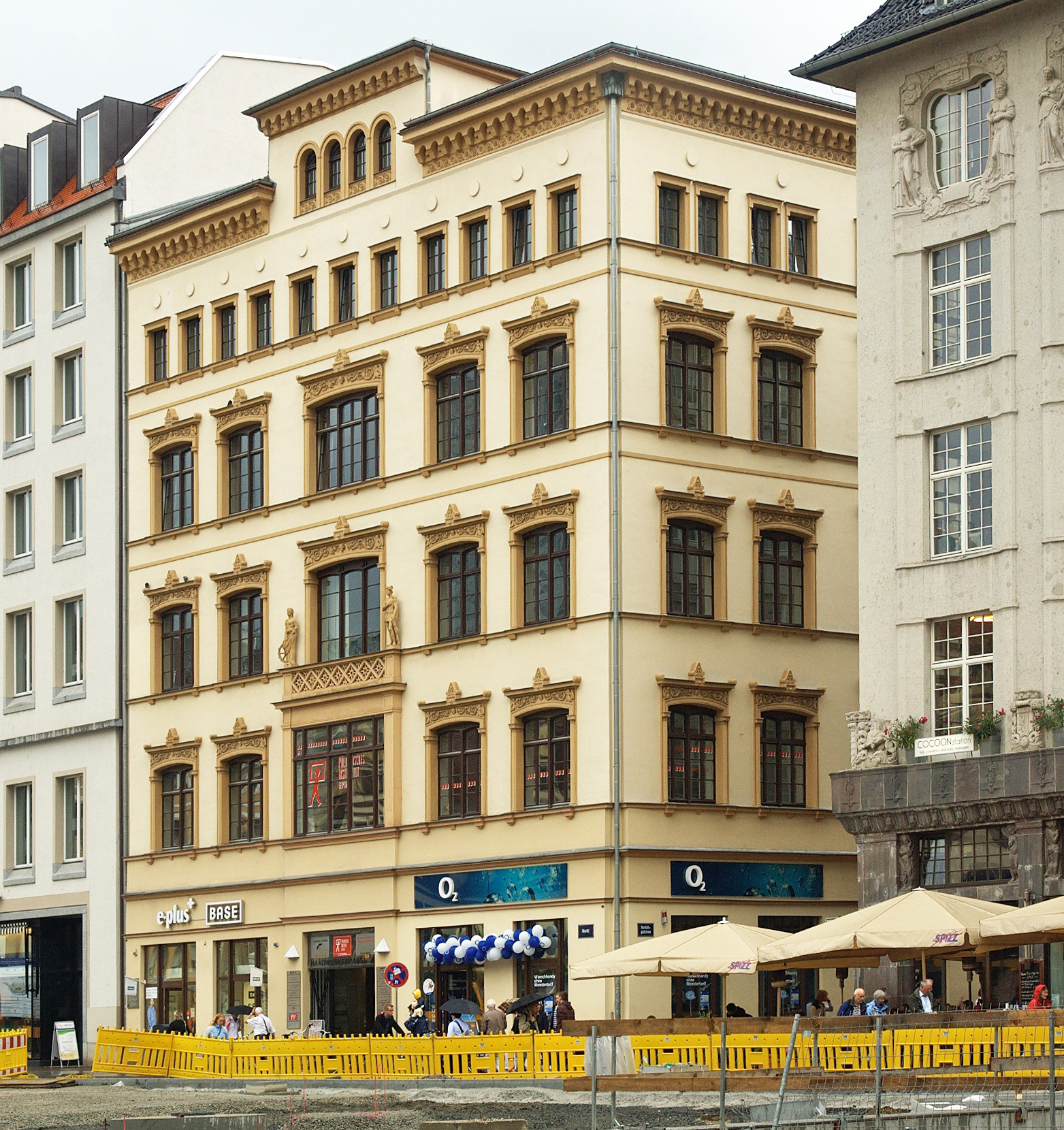
Die Kaufhalle (2010)
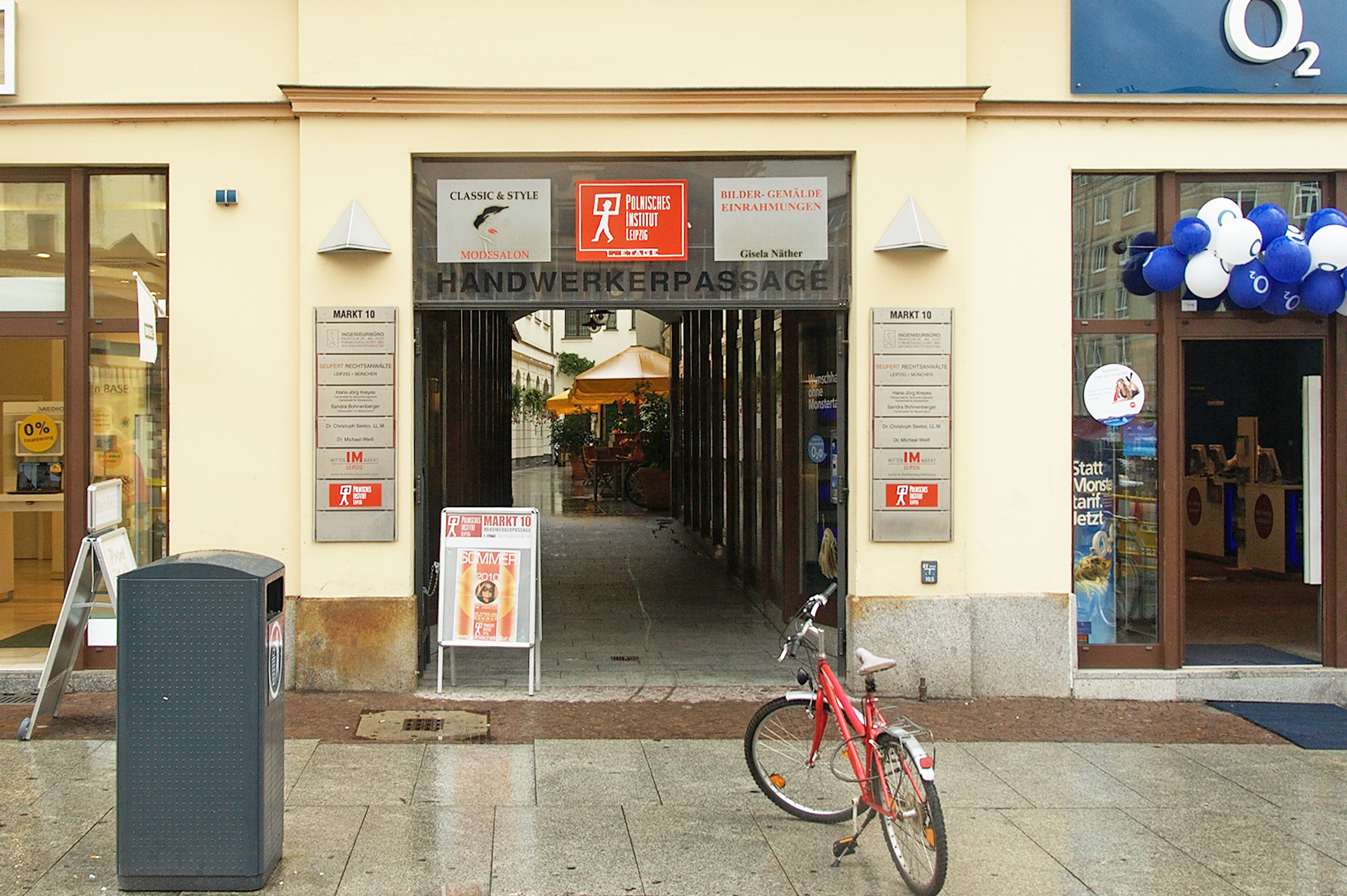
Zugang durch die Kaufhalle

Das Zugangsgebäude Markt 10 zur Handwerkerpassage wurde 1845/1846 nach Plänen des Leipziger Architekten Eduard Pötzsch (1803–1889) erbaut. Es wurde unter dem Namen „Kaufhalle“ bekannt. Der Vorgängerbau war im 16. Jahrhundert durch den Saigerhüttenbesitzer Moritz Buchler errichtet worden. Hier wurde 1655 der Jurist und Philosoph Christian Thomasius (1655–1728) geboren. und hatte der russische Stadtkommandant Victor von Prendel (1766–1852) nach der Völkerschlacht bei Leipzig seinen Amtssitz.

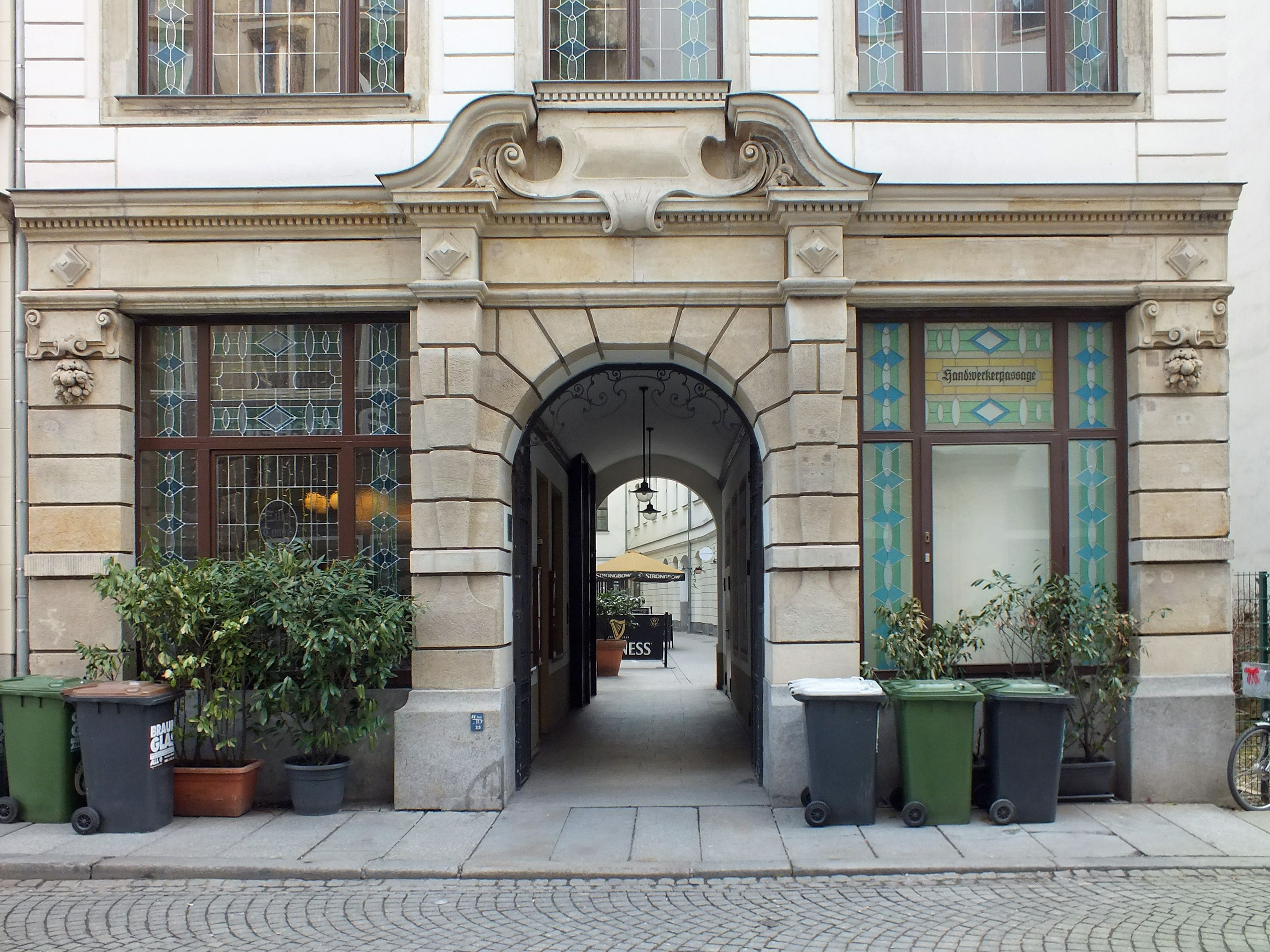
Eingang Klostergasse (2018)
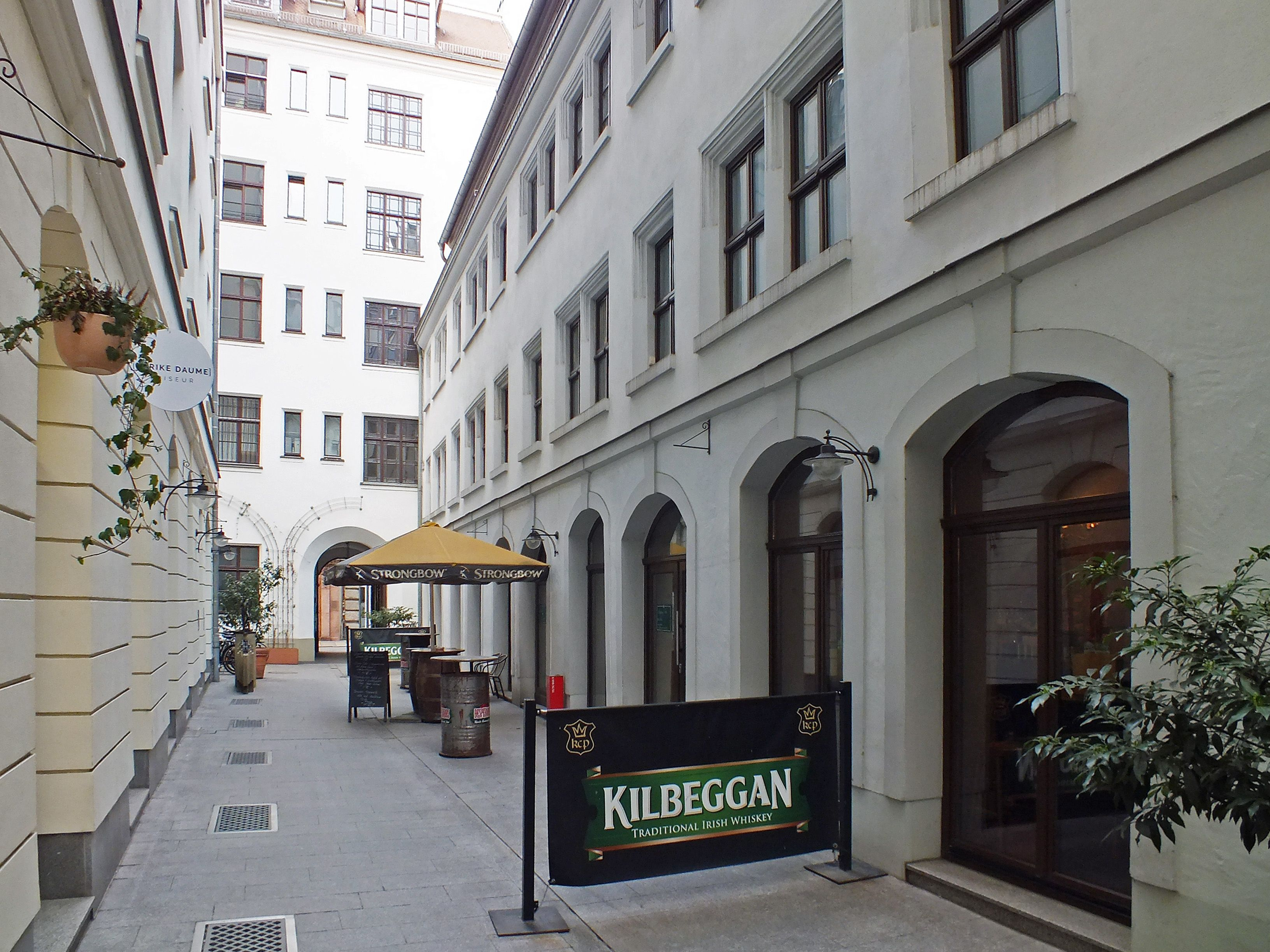
Die Zinshäuser (re.) (2018)

Der Passagenzugang in der Klostergasse führt durch ein viergeschossiges Gebäude mit fünf Fensterachsen. Es grenzt an die Gaststätte Zills Tunnel. Diese hat in dem Gebäude im Erdgeschoss einen Gastraum, das Klosterzimmer, zugemietet, das einen Zugang aus der Passage besitzt. Eine weitere Verbindung der Handwerkerpassage besteht zum Barfußgäßchen.
Zwischen der Kaufhalle und Zills Tunnel wird die Handwerkerpassage durch drei schmale historische Häuser vom Barfußgäßchen getrennt (Barfußgäßchen Nr. 3, 5 und 7). Diese sogenannten Zinshäuser, also Mietshäuser, wurden 1511 ebenfalls von Moritz Buchler errichtet und im 19. Jahrhundert aufgestockt. Damit sind sie die ältesten datierten Wohnhäuser Leipzigs. Richtung Handwerkerpassage sind in ihnen noch die Messegewölbe erhalten. Sie stehen ebenso wie die Kaufhalle unter Denkmalschutz.

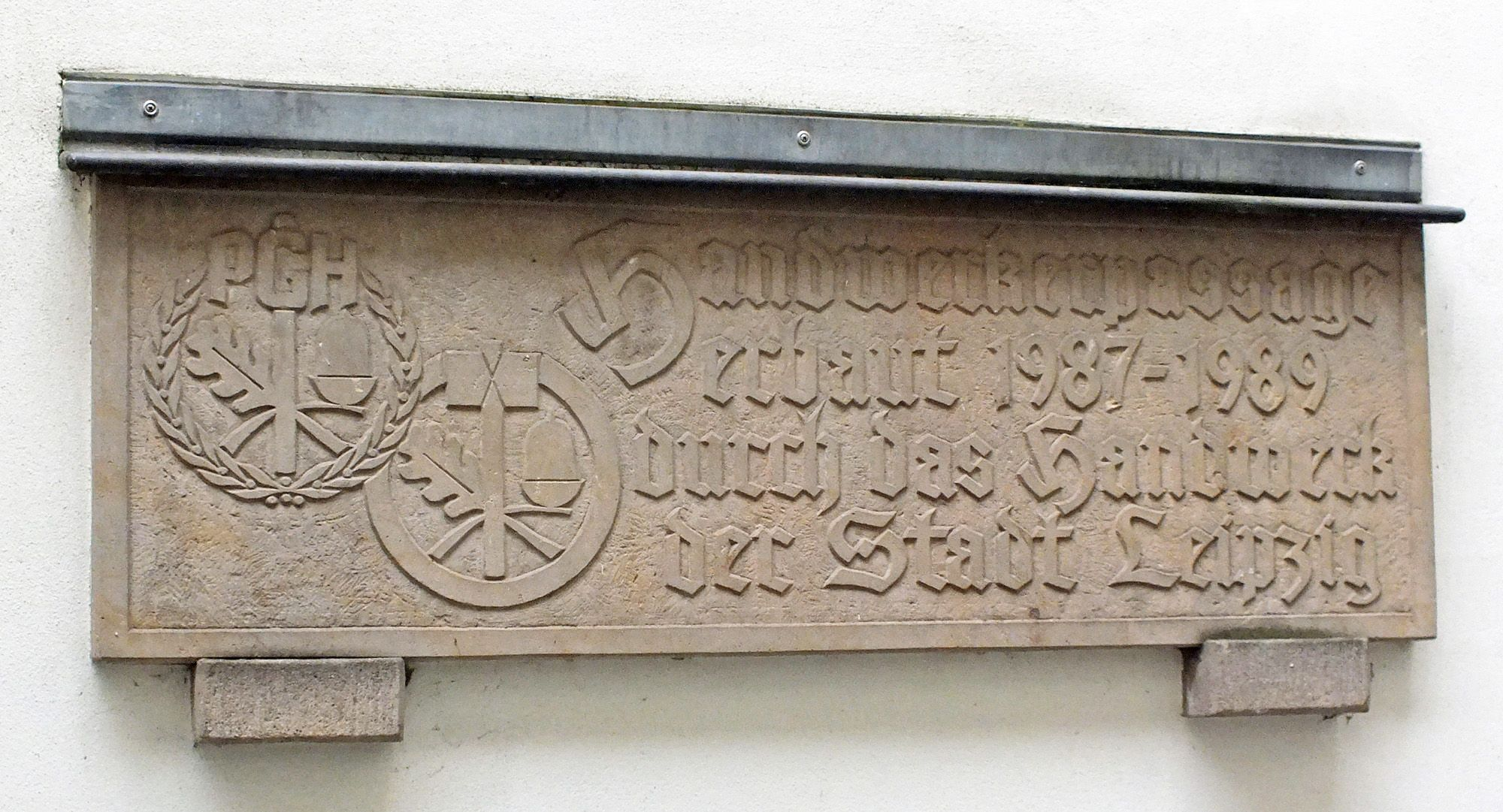
Hinweistafel zur Errichtung der Passage (2011)

Ende der 1980er Jahre sollte im Durchgangshof der Kaufhalle die Kaufhoftradition neu belebt werden. Da die Gestaltung der Passage vor allem vom Leipziger Handwerk erfolgte, wurde 1989 der Name Handwerkerpassage geprägt. Anfang der 1990er Jahre gehörten die Bauten der Handwerkerpassage anteilig zum Leipziger Immobilienbesitz des Bauunternehmers Jürgen Schneider.
Zu dieser Zeit entstand auch der Fensterputzerbrunnen. Im offenen Teil der Passage steht auf einem aus Scheibenelementen gestalteten Brunnen eine vom Bildhauer Christian Rost geschaffene, etwa 50 cm hohe Bronzestatue, die einen an eine Leiter gelehnten Fensterputzer darstellt. In der Nacht zum 27. März 2012 wurde die Statue gestohlen, tauchte aber im Mai in einem Container für Recycling-Material wieder auf.